# Hergenfeld
Hergenfeld là một đô thị thuộc huyện Bad Kreuznach trong bang Rheinland-Pfalz, phía tây nước Đức. Đô thị Hergenfeld có diện tích 5,9 km², dân số thời điểm ngày 31 tháng 12 năm 2006 là 502 người.